# Neon Gravestones
"Neon Gravestones" é uma música da dupla musical americana Twenty One Pilots. É a sétima faixa de seu quinto álbum de estúdio, Trench (2018). Tyler Joseph, o vocalista da banda, escreveu a música e a produziu com Paul Meany. É uma balada de piano hip hop que trata da glorificação do suicídio pela mídia.
Após o lançamento do álbum, "Neon Gravestones" atraiu atenção moderada da mídia por sua abordagem potencialmente controversa sobre o suicídio. No entanto, a canção recebeu críticas geralmente positivas dos críticos musicais. Fazia parte do set list da Bandito Tour da banda (2018–2019), e Joseph também tocou uma versão para piano da música no Live Lounge da BBC Radio 1 em 2 de novembro de 2018.

## Antecedentes

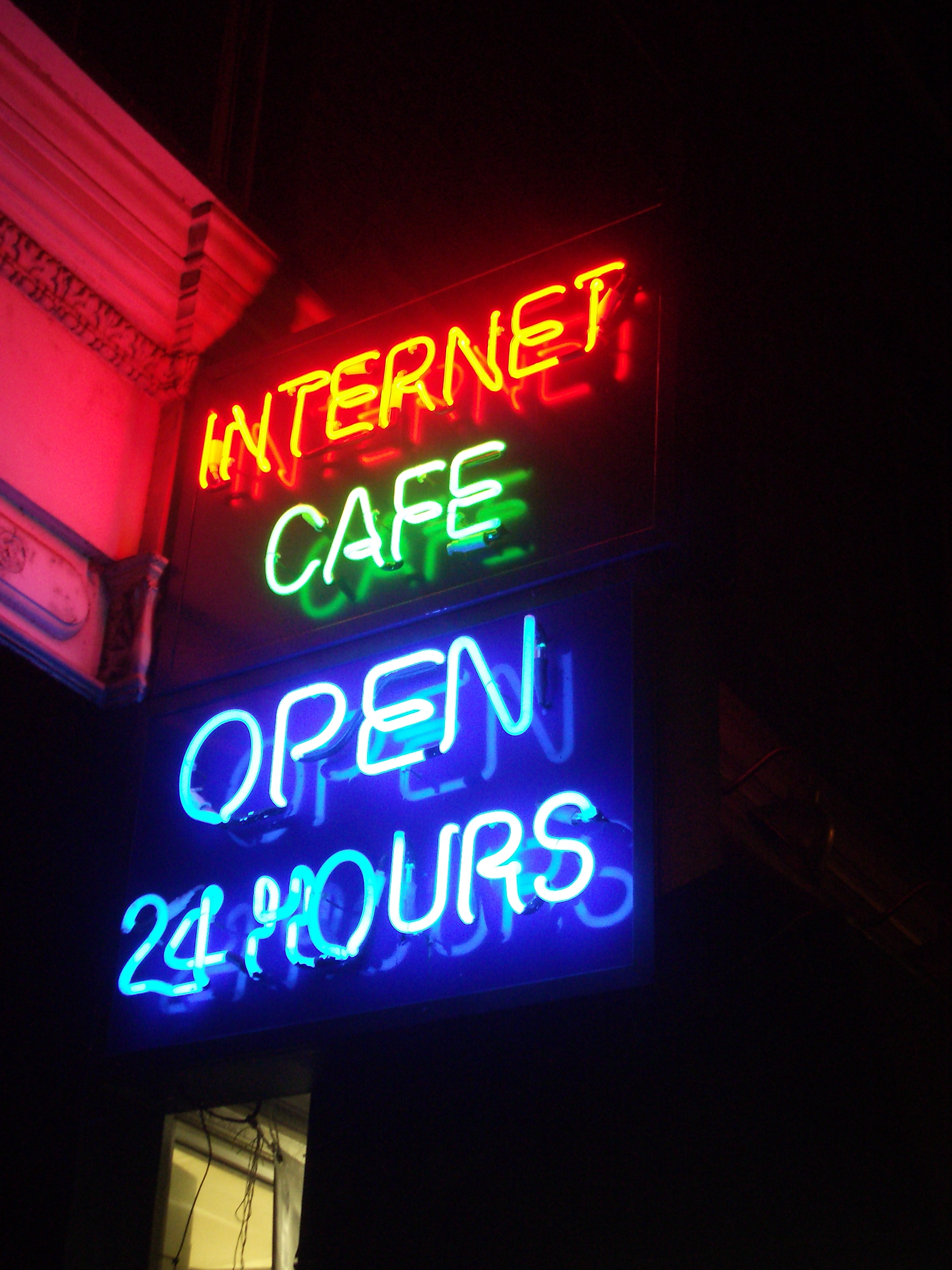
Publicidade néon

A canção foi escrita e gravada por Tyler Joseph em seu porão e produzida com a ajuda de Paul Meany, da banda de rock alternativo Mutemath. Além do baterista da banda, Josh Dun, Joseph e Meany, ninguém, incluindo amigos e familiares, teve permissão para estar presente durante o processo de composição; para não influenciar a direção da música. Algumas publicações, incluindo a Billboard, interpretaram o "neon", que é frequentemente utilizado para publicidade, como uma luz falsa que atrai alguém para a morte. Vários jornalistas musicais descreveram o final como diretamente ligado à penúltima faixa de Trench, "Legend", que homenageia o falecido avô de Joseph, Robert, que apareceu na capa do primeiro álbum de uma grande gravadora da banda, Vessel (2013).

Acho que em algum momento, "Nós ouvimos você e estamos aqui para você e entendemos você" ... Há um ponto em que isso não ajuda. E qual é o oposto disso? É um desafio para avançar e derrotar algo. Para vencer.

–Tyler Joseph, falando com Alternative Press
Em uma entrevista de outubro de 2018 para a Kerrang!, Joseph revelou que estava desconfortável com o posicionamento da música no meio do Trench, tendo ouvido preocupações de opiniões externas de que isso afetava o fluxo do álbum. Ele decidiu manter a música em seu lugar, pois acreditava que ela era “o coração de Trench”. Joseph também estava preocupado com a sensibilidade da faixa, assim como Dun, mas ambos concordaram em manter a música no álbum. Os executivos da Atlantic Records também ficaram "extremamente preocupados" com a música, com Joseph lembrando em uma entrevista que a descreveram como uma "mina terrestre gigante no meio do disco" e estavam preocupados que se sua mensagem fosse mal interpretada, poderia potencialmente ser o fim da carreira da banda.
Algumas publicações notaram que a canção poderia ter sido escrita em resposta a vários suicídios de celebridades, como os de Chester Bennington e Scott Hutchison, e à popularidade da série 13 Reasons Why, da Netflix . Joseph também explicou que a música era "uma reação ao que estava acontecendo em nossa cultura", mas acrescentou que ainda tinha orgulho de "nossa cultura", embora seu orgulho por ela estivesse diminuindo. Mesmo assim, ele "sentiu-se inclinado a trazer uma nova perspectiva - uma perspectiva que parece um pouco mais agressiva e mais desafiadora". Em outra entrevista, Joseph disse que temia que seria quase desrespeitoso se ele respondesse à pergunta de um fã sobre se uma morte em particular o havia levado a escrever a música.

## Composição e letras
"Neon Gravestones" é uma balada de piano hip hop, desolada e de ritmo lento, com duração de quatro minutos. De acordo com a partitura publicada em Musicnotes.com pela Alfred Publishing, ela está escrita na fórmula de compasso do compasso comum, com um andamento rápido de 150 batidas por minuto. "Neon Gravestones" é composta na tonalidade de Si menor. A música tem uma sequência básica de Bm–F♯m7–A6–Esus2–Gmaj13–G6–Gmaj7 durante a introdução, muda para Bm–F♯5–Asus2–EG–G6–G–G6 nos versos e refrão e segue A–Bm–Em6/G–D na ponte, interlúdios e coda como sua progressão de acordes. A composição musical é construída sobre piano giratório e bateria calibrada e agitada. Um riff sombrio de piano em tempo
6é tocado em cima de percussão eletrônica, aumentando constantemente o ritmo ao longo do tempo. Joseph alterna entre canto e rap falado, enquanto sua voz tem o tom "especialmente frágil, rouco e hesitante".
Em termos de letra, "Neon Gravestones" ataca a glorificação do suicídio pela mídia. Joseph desafia a cultura pop em geral por não levar mais a sério a saúde mental de músicos problemáticos, ao mesmo tempo em que avalia as consequências de vários músicos famosos que tiraram suas próprias vidas. Suas letras baladas abordam a crise do suicídio, bem como outras formas de morte prematura. A canção sensível contém letras claramente introspectivas, onde Joseph discute francamente o suicídio, falando com pronomes na primeira pessoa do singular, em vez do plural majestático. Joseph argumenta que existe uma cultura de romantizar os suicídios de celebridades e se debate com a ideia de que talvez alguns artistas que optam por deixar o mundo o façam com o seu legado em mente. Estas tendências culturais comunicam a mensagem de que “uma sepultura antecipada é um caminho opcional”. Tyler Joseph encerra a música implorando para que o suicídio não seja glorificado e sugerindo se prestar respeito aos idosos que permaneceram vivos.
Durante suas canções, Joseph frequentemente envolve o público em uma abordagem não literal. No entanto, “Neon Gravestones” é uma das faixas de Trench onde ele abandona personagens e conceitos e, em vez disso, afirma diretamente o que quer dizer. Joseph explicou que as letras eram "preto e branco" ao invés de metafóricas como a maioria das músicas da banda, já que ele não queria "lindas e bonitas metáforas" distraindo o ouvinte da "importância do tópico". Ele também descreveu a faixa como "uma visão das razões mais profundas do que está acontecendo em Dema que parece que tenho que ir embora". Joseph disse mais tarde à Alternative Press que a música é uma música com a qual você tem que conviver por um tempo, uma música com a qual você tem que "dar oxigênio e deixá-lo respirar". Dun acrescentou que os dois geralmente concordavam em assuntos espirituais ou políticos, o que foi um dos motivos pelos quais fizeram a faixa.

## Recepção critica
A canção recebeu críticas positivas dos críticos musicais, embora a maioria tenha notado que ela pode atrair alguma controvérsia por sua abordagem não convencional ao suicídio. A jornalista da Billboard, Paige Williams, escreveu que a música pode redimir a banda daqueles que os viam como glamorizadores da depressão no passado. Christopher R. Weingarten, da Rolling Stone, disse que a canção "é o olhar mais intenso sobre a fama... temperamental e reflexivo". Gary Ryan da NME chamou a música de um destaque do álbum, um "ataque elegíaco e comovente contra a fetichização do clube dos 27". Chris DeVille, da Stereogum, chamou a música de "uma mensagem incomum na música pop moderna, mas não surpreendente para um grupo que colocou seus avôs na capa de sua estreia em uma grande gravadora". Joshua Copperman, escrevendo para PopMatters, considerou a música "a faixa mais atraente" de Trench, mas chamou seu final de "muito óbvio" em comparação com o resto da música. Jason Pettigrew, da Alternative Press, colocou-a em 29º lugar em sua classificação de todas as músicas da banda em setembro de 2019, saudando a música como "uma declaração corajosa em um momento preocupante".
Spencer Kornhaber do The Atlantic foi mais crítico de "Neon Gravestones" em relação à sua mensagem, argumentando que "negar" aos fãs o direito de prestar homenagem a qualquer artista falecido após sua morte pode ser muito cruel, considerando o impacto e o carinho ligados ao trabalho do artista. Ele continuou, escrevendo que "a música é menos um argumento coerente do que uma série de perguntas - perguntas difíceis sobre os que partiram e outras mais difíceis para os que ficaram para trás". Pettigrew destacou em entrevista à banda que a música foi uma das mais polêmicas de sua carreira.  Chamando-a de "hino que glorifica o anti-suicídio", Chris Willman, da Variety, disse que a música pode ser debatida "não apenas pelos fãs, mas por alguns dos especialistas em saúde mental que acompanham as declarações da cultura pop sobre essas coisas nos próximos meses". Martin Williams, do The Herald, previu que a canção "sem dúvida receberia uma resposta instintiva de insensibilidade às vítimas com versos como: 'Não estou desrespeitando o que foi deixado para trás / apenas implorando para que não seja glorificado'".

## Créditos e pessoal
Créditos adaptados do encarte de Trench e  do canal oficial do Twenty One Pilots no YouTube.
| Gravação e gerenciamento - Publicado pela Warner-Tamerlane Publishing Corp. (BMI) e Stryker Joseph Music (BMI) - Gravado no estúdio caseiro de Tyler Joseph, Columbus, Ohio - Masterizado em Sterling Sound, Nova York Twenty One Pilots - Tyler Joseph – vocais, piano, baixo, sintetizadores, programação, composição, produção - Josh Dun – bateria, vocais de apoio | Pessoal adicional - Paul Meany – sintetizadores, programação, produção - Adam Hawkins – mixagem - Chris Gehringer – masterização |

## Paradas
| Parada (2018)                                           | Posição alcançada |
| ------------------------------------------------------- | ----------------- |
| New Zealand Hot Singles (RMNZ)                          | 14                |
| Estados Unidos (Billboard Hot Rock & Alternative Songs) | 13                |